# Институт телекоммуникаций и информатики Туркменистана
Институт телекоммуникаций и информатики Туркменистана (ИТИТ) (туркм. Türkmenistanyň Telekommunikasiýalar we informatika instituty) — высшее учебное заведение в Ашхабаде, готовящее специалистов в области телекоммуникаций и информационных технологий.

## История
Указом президента Туркменистана от 25 октября 1992 года был образован Туркменский государственный институт транспорта и связи (ТГИТИС).
Ректором вуза с 2012 по 2019 год являлся Кулиев Нурнепес Аннаевич. Туркменский государственный институт транспорта и связи осуществлял подготовку высококвалифицированных кадров для всей системы транспорта и связи страны. На 4 факультетах института обучалось более 1350 студентов. На кафедрах института работали свыше 140 преподавателей.
12 июня 2019 года, в День науки Туркмении, президент Гурбангулы Бердымухамедов подписал указ об упразднении Туркменского государственного института транспорта и связи и создании на его основе Института телекоммуникаций и информатики Туркменистана, ставшего правопреемником вуза. Ректором нового образовательного учреждения стал Нурнепес Аннаевич Кулиев, занимавший аналогичную должность в упразднённом институте.
С 1 сентября 2021 года Институт телекоммуникаций и информатики Туркменистана переведён на хозяйственный расчет.

## Международное сотрудничество
ИТИТ осуществляет проекты, финансируемые европейской образовательной программой Эразмус+.
В сентябре 2021 года Институт телекоммуникаций и информатики Туркменистана вошёл в рейтинг лучших вузов мира Times Higher Education World University Rankings со статусом «репортёр».
Институт телекоммуникаций и информатики Туркменистана впервые вошел в глобальный рейтинг экологичности вузов UI Green Metric World University Ranking — 2021, заняв 388-ю позицию среди 956 вузов-участников.

## Комплекс зданий

Верхушка фасада здания института

Институт телекоммуникаций и информатики Туркменистана располагается в комплексе зданий, ранее принадлежавшем Туркменскому государственному институту транспорта и связи. Здание было введено в строй в Ашхабаде 1 сентября 2009 года. Комплекс состоит из многоэтажного административного корпуса, восьми учебных корпусов, нескольких спортивных залов.

## Факультеты
В Институте телекоммуникаций и информатики имеется 7 факультетов, на которых готовят по 21 специальности.
- Факультет радиотехнологий связи
- Факультет повышения квалификации
- Факультет информационных технологий и программирования
- Факультет безопасности информационных систем
- Факультет автоматизации производственных процессов
- Факультет цифровой экономики и управления
- Факультет телекоммуникаций

## Ректоры
| No | Имя                      | Назначен   | Уволен | Причина увольнения |
| 1  | Нурнепес Аннаевич Кулиев | 13.06.2019 |        | действующий        |